# 1959 في المكسيك
فيما يلي قوائم الأحداث التي وقعت خلال عام 1959 في المكسيك.

## رياضة
- 11 يناير – الدوري المكسيكي الممتاز 1958-59 الفائز نادي غوادالاخارا.
- 27 ديسمبر – الدوري المكسيكي الممتاز 1959-60 الفائز نادي غوادالاخارا.

## مواليد

### يناير
- 1 يناير – أغوستين بيرنال ممثل مكسيكي.[1]
- 1 يناير – مينيرفا بلوم شاعرة مكسيكية.
- 2 يناير – ألبرتو لوبيز روجاس سياسي مكسيكي.
- 11 يناير – إنريكي سيرنا كاتب مكسيكي.[2]
- 14 يناير – كارلوس براكامونتاس لاعب كرة قدم مكسيكي.
- 26 يناير – سلفادور سانشيز ملاكم مكسيكي.[3]
- 29 يناير – فيكتور سيلفا شاكون سياسي مكسيكي.
- 31 يناير – خوسيه سانشيز مدرب كرة قدم مكسيكي.

### فبراير
- 6 فبراير – إنريكي توريس ديلغادو سياسي مكسيكي.
- 13 فبراير – باكو كالديرون
- 15 فبراير – رافاييل أمادور لاعب كرة قدم مكسيكي.[4]
- 16 فبراير – شيكو دياز ممثل برازيلي.
- 16 فبراير – ماركو أوروزكو رويز فيلاسكو سياسي مكسيكي.

### مارس
- 2 مارس – لولا غونزاليس
- 4 مارس – ريكاردو أليغرا سياسي مكسيكي.
- 14 مارس – هوغو رودريغيز لاعب كرة قدم مكسيكي.[5]
- 22 مارس – كارلتون كيس

### أبريل
- 9 أبريل – خوسيه إيزابيل تريجو سياسي مكسيكي.
- 22 أبريل – ميغيل شوفالييه مصور فرنسي.

### مايو
- 15 مايو – مانويل نيغريتي أرياس لاعب كرة قدم مكسيكي.
- 17 مايو – خوان أنطونيو لونا
- 23 مايو – فيكتور رافاييل غونزاليس سياسي مكسيكي.[6]

### يونيو
- 7 يونيو – إساياس سوريانو لوبيز سياسي مكسيكي.
- 9 يونيو – غوادالوبي روبلس ميدينا سياسي مكسيكي.
- 25 يونيو – غويلرمو سانشيز توريس سياسي مكسيكي.

### يوليو
- 1 يوليو – مارتين ريكو خيمينيز سياسي مكسيكي.
- 8 يوليو – خوسيه نيكولاس موراليس راموس سياسي مكسيكي.

### أغسطس
- 1 أغسطس – بيدرو بوراس بيريز سياسي مكسيكي.
- 10 أغسطس – لورينزو هرنانديز إسترادا سياسي مكسيكي.
- 12 أغسطس – خوسيه أنخيل غونزاليس سيرنا سياسي مكسيكي.
- 13 أغسطس – اجناسيو رودريغيز لاعب كرة قدم مكسيكي.[7]
- 14 أغسطس – فرنسيسكو خافيير موريلو فلوريس سياسي مكسيكي.
- 27 أغسطس – دانييلا رومو ممثلة مكسيكية.[8]

### سبتمبر
- 21 سبتمبر – ألفونسو غونزاليس رويز سياسي مكسيكي.
- 30 سبتمبر – ميغيل باربوسا هويرتا سياسي مكسيكي.

### أكتوبر
- 12 أكتوبر – خوسيه بيلار مورينو سياسي مكسيكي.
- 12 أكتوبر – خوسيه كوردوفا هرنانديز سياسي مكسيكي.
- 17 أكتوبر – يوجينيو هرنانديز فلوريس سياسي مكسيكي.
- 18 أكتوبر – أرتور ألفاريز لاعب كرة قدم مكسيكي.
- 18 أكتوبر – باول مورينو لاعب كرة قدم مكسيكي.
- 30 أكتوبر – أغوستين غيريرو كاستيلو سياسي مكسيكي.

### نوفمبر
- 9 نوفمبر – خوسيه غوادالوبي فيرا هرنانديز سياسي مكسيكي.
- 11 نوفمبر – ماوريسيو بينيا لاعب كرة قدم مكسيكي.
- 14 نوفمبر – سيرجيو غويري ممثل مكسيكي.
- 30 نوفمبر – آنا لارا ملحنة مكسيكية.

### ديسمبر
- 4 ديسمبر – فرنسيسكو خافيير باريديس رودريغيز سياسي مكسيكي.
- 14 ديسمبر – خورخي فاكا ملاكم مكسيكي.
- 21 ديسمبر – توماس كروز مارتينيز سياسي مكسيكي.
- 25 ديسمبر – ماركو أنطونيو سوليس مغني مكسيكي.

## وفيات

### يناير
- 1 يناير – خوسيه أغيلار ألفاريز (مواليد 1902) طبيب مكسيكي.
- 23 يناير – رافاييل دومينغيز (مواليد 1883)[9]

### يونيو
- 30 يونيو – خوسيه فاسكونسيلوس (مواليد 1882)[10]